# Język thao
Język thao, także: chui-huan, chuihwan, sao, sau, szao, suihwan, wulung (chiń. trad. 邵語) – prawie wymarły język z rodziny austronezyjskiej (języki tajwańskie), używany przez tajwańskich aborygenów Thao, żyjących na południowo-wschodnim wybrzeżu jeziora Riyue Tan (ang. Sun Moon Lake).
SIL International wyróżnia dwa dialekty: brawbaw i sztafari. Według tejże organizacji w 2000 r. językiem thao posługiwało się 5 osób.
W 2003 roku amerykański językoznawca Robert Blust opublikował słownik angielsko-thao.